# Christuskirche (Plettenberg)

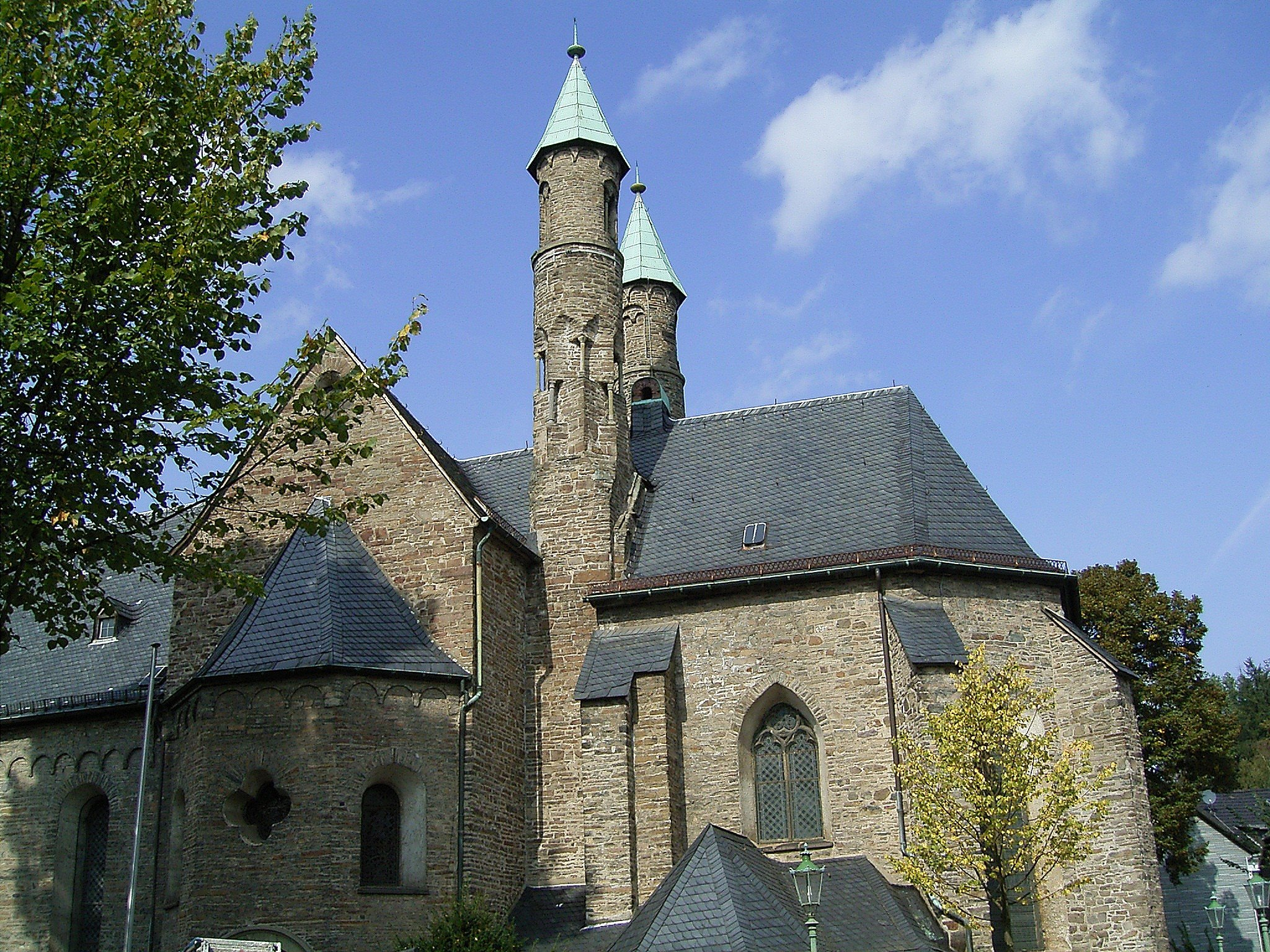
Christuskirche

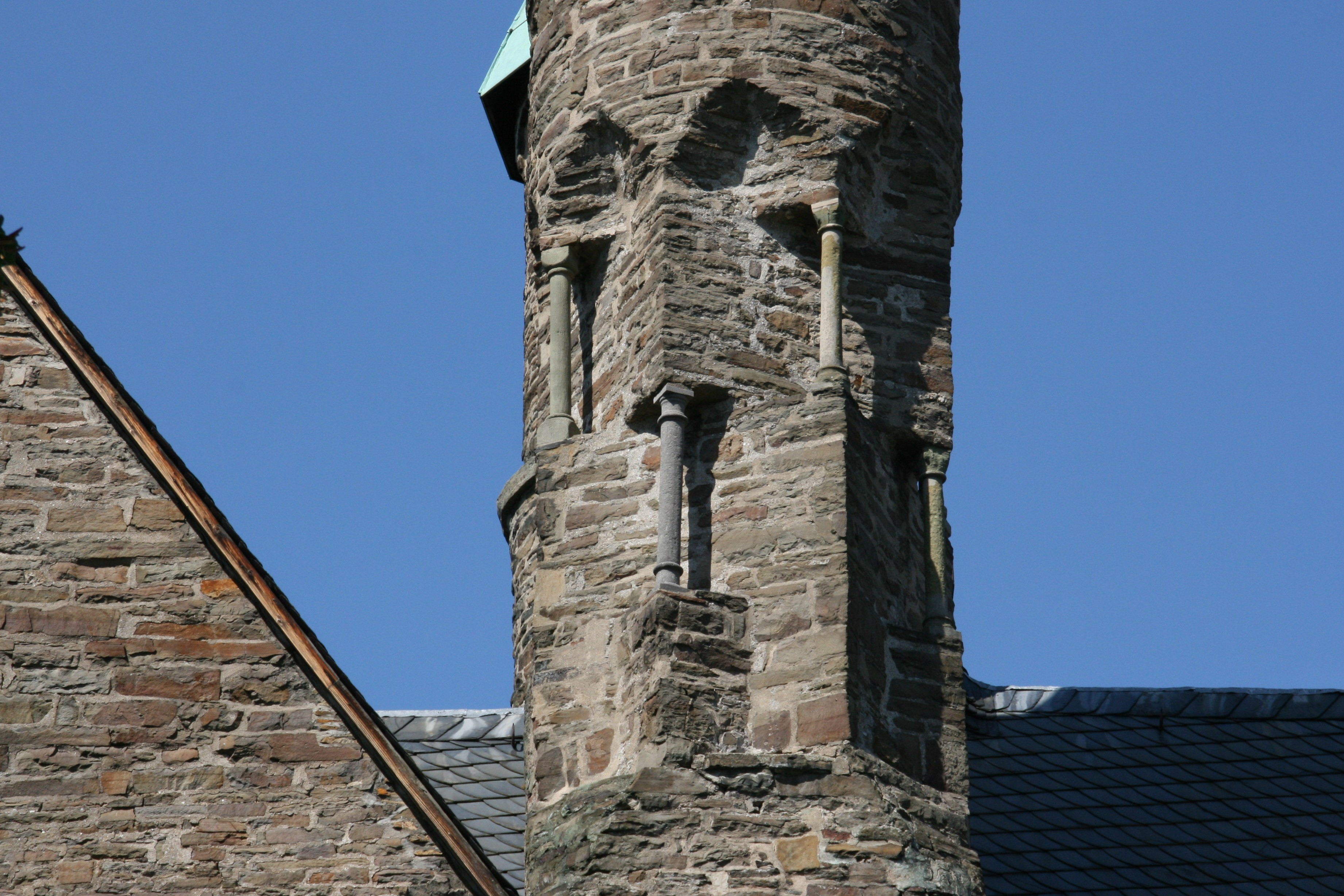
Markanter Aufbau in einem (von zwei) Chorflankentürmen

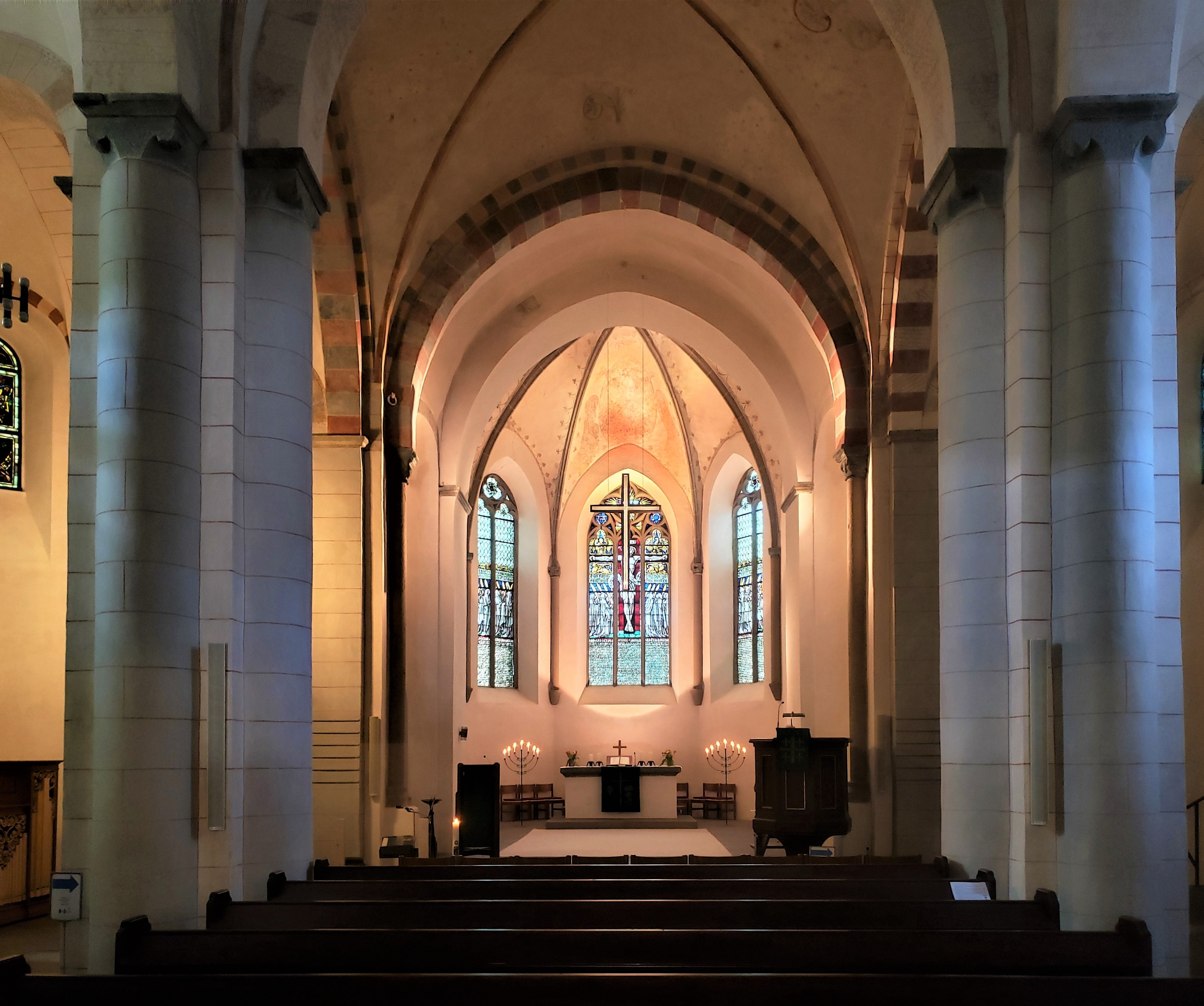
Blick durch das Langhaus Richtung Chor

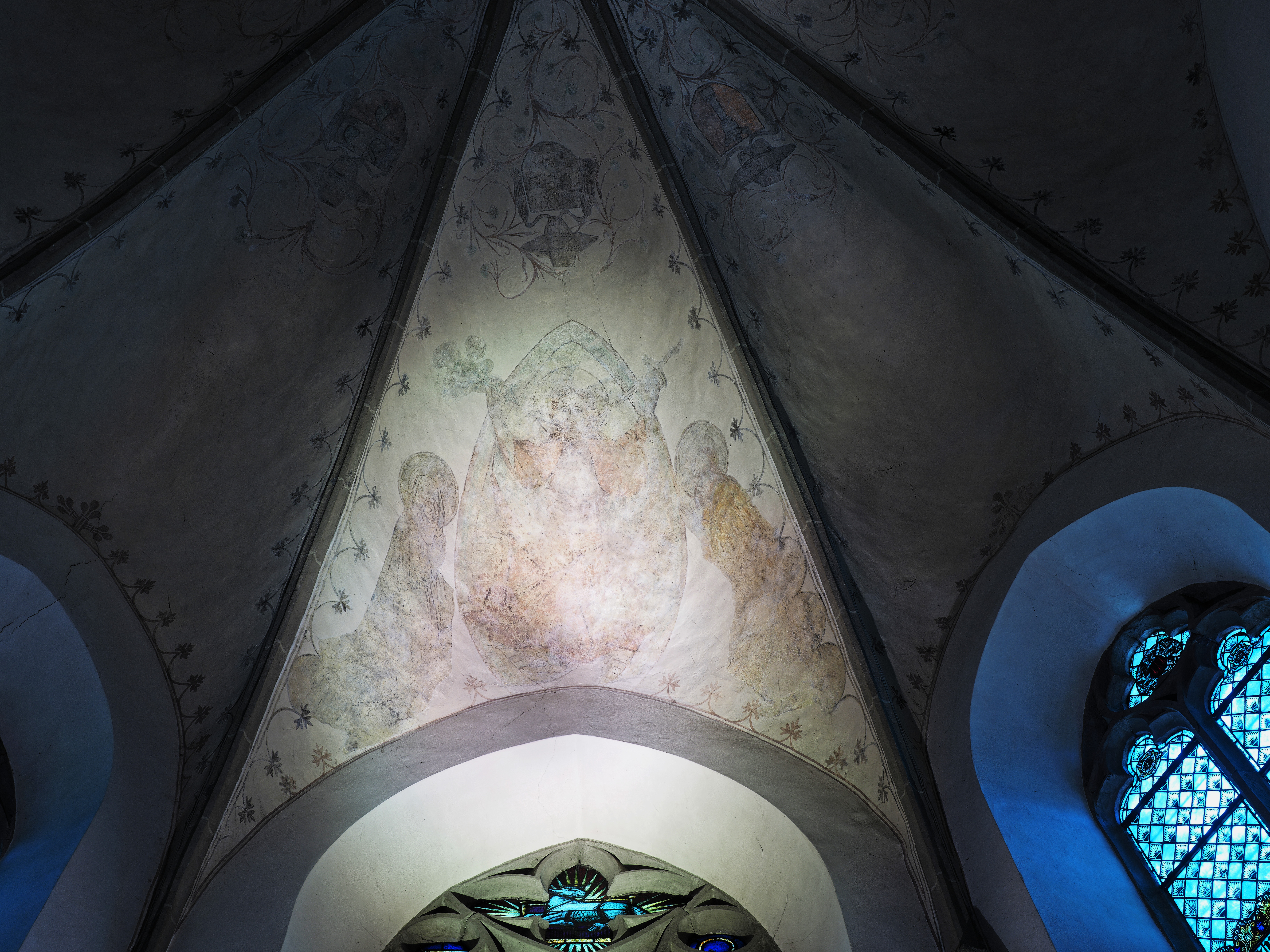
Fresko Christus als Weltenrichter, 1952 wiederentdeckt.

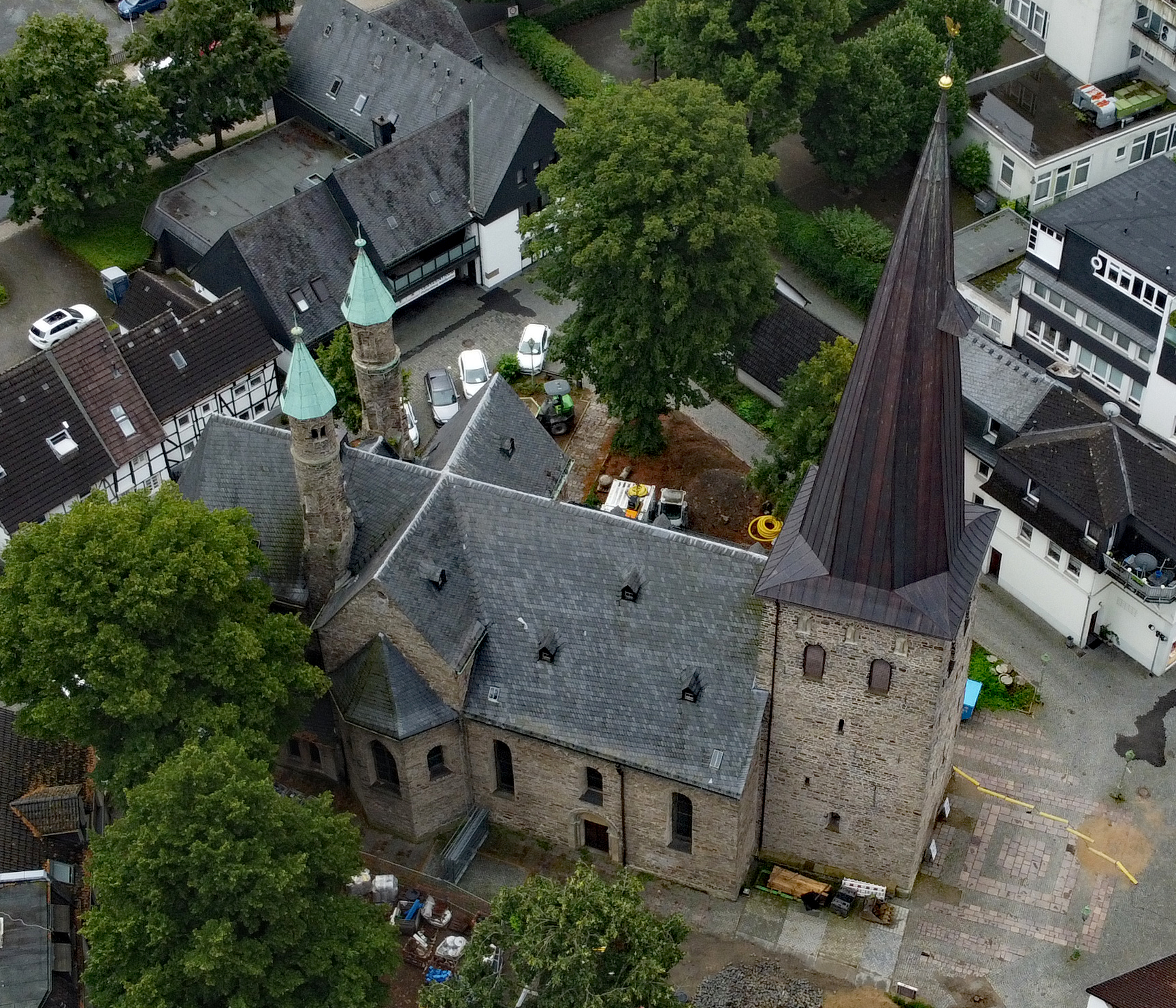
Christuskirche aus der Luft (zurzeit wird die Innenstadt saniert)

Die evangelische Christuskirche ist ein denkmalgeschütztes Kirchengebäude in der Stadtmitte von Plettenberg. Ursprünglich wurde sie Lambertuskirche genannt.
Im Zuge der Reformation, der sich die Grafen von der Mark anschlossen, wurde sie 1555 jedoch Evangelische Hauptkirche. Erst in den 1950er-Jahren erhielt sie den Namen Christuskirche.

## Geschichte und Architektur
Die Vorgängerkirche war ein kleiner Saalbau aus ottonischer Zeit, die einen wiederum älteren Kirchenbau (ggf. aus karolingischer Zeit) ersetzte. Die jetzige Kirche wurde um 1230 erbaut und ursprünglich dem Heiligen Lambertus geweiht. Sie ist eine westfälische Hallenkirche des Grafschafter Typs. Die drei Schiffe sind mit einem westfälischen Haubendach überdacht. Der mächtige westliche Einturm (um 1200 erbaut) ist der Stirnseite des Langhauses vorgesetzt. Die beiden Chorflankentürme des ursprünglichen Dreikonchenchores stehen in den Winkeln zwischen den Armen des Querschiffes und des gotischen Chores. Nach einem Brand im Jahre 1725 wurden vier Ecktürmchen auf dem Westturm abgebaut.
In einem Tympanon über dem südlichen Portal werden die Geburt und die Kreuzigung Christi sowie drei Frauen am Grabe dargestellt. Erstmals in Westfalen tritt hier das Gabelkreuz auf. Mit einem Tympanom über dem Nordportal aus dem Jahr 1934 wird die biblische Geschichte der Heimkehr des verlorenen Sohnes dargestellt.
Eine besondere Entdeckung erfolgte im Zuge von Restaurierungsarbeiten im Jahr 1952. Es wurde ein Fresko in Form eines Anbetungsbildes (Deesis) entdeckt. Dargestellt wird Christus als Weltenrichter (eingerahmt von einem mandelförmigen Heiligenschein), der in einem Purpurmantel eines römischen Imperators dargestellt ist. Die weiteren Figuren sind Maria (rechtsstehend von Jesus) und Johannes der Täufer.

## Orgel

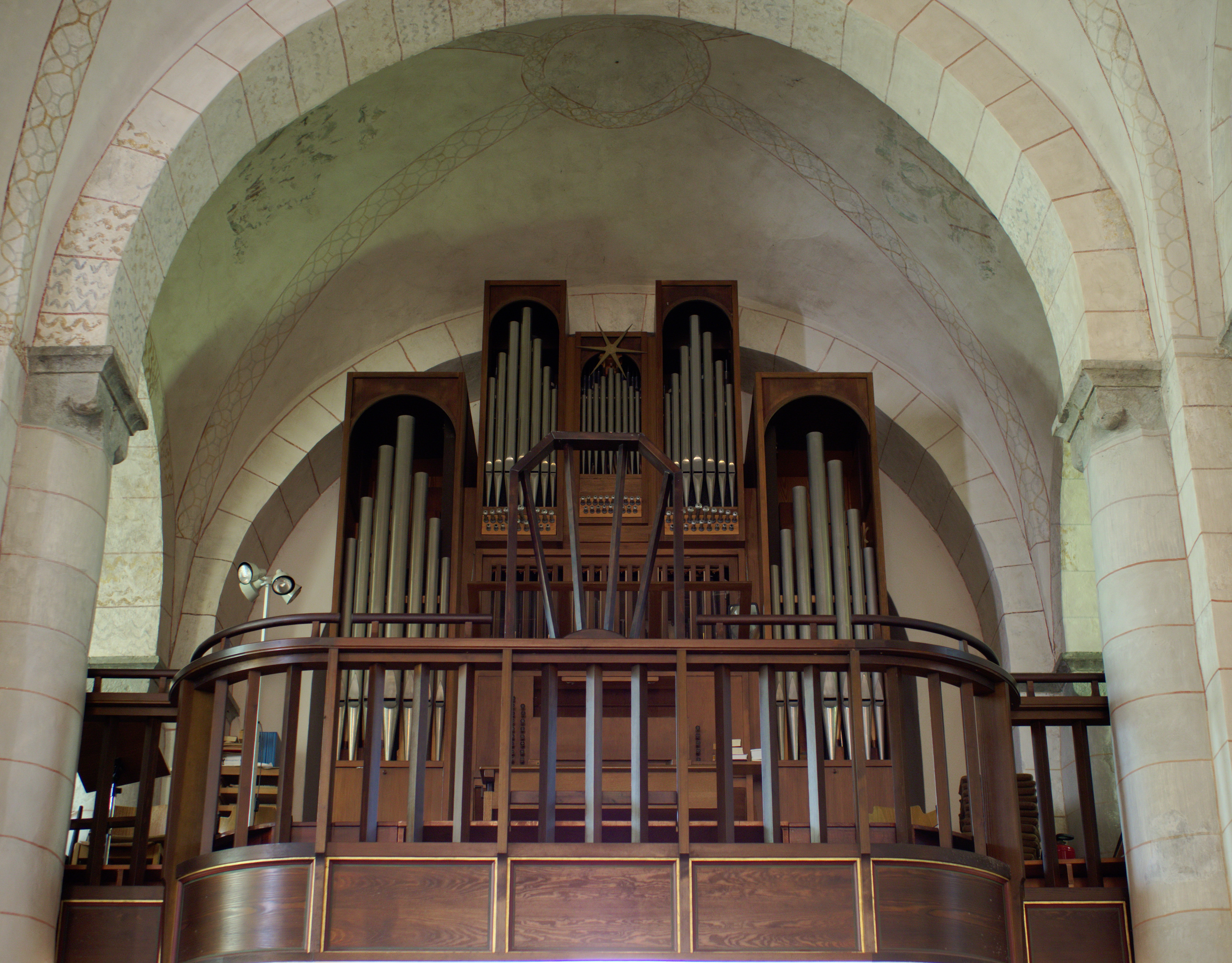
Orgel

Die Orgel wurde im Jahre 1977 durch die Firma Emil Hammer erbaut und hat 22 Register auf zwei Manualen und Pedal. Das erste Manual ist ein Koppelmanual. Die Spiel- und Registertrakturen sind mechanisch. Das Schleifladeninstrument hat folgende Disposition:
| II Hauptwerk C–g3 |                    |       |
| 1.                | Prinzipal          | 08′   |
| 2.                | Koppelflöte        | 08′   |
| 3.                | Oktave             | 04′   |
| 4.                | Gedacktflöte       | 04′   |
| 5.                | Nasat              | 2 ⁄3′ |
| 6.                | Waldflöte          | 02′   |
| 7.                | Mixtur IV          | 1 ⁄3′ |
| 8.                | Trompete           | 08′   |
| 9.                | Spanische Dulciana | 08′   |
|                   | Tremulant          |       |

| III Brustwerk (schwellbar) C–g3 |            |        |
| 10.                             | Gedackt    | 08′    |
| 11.                             | Rohrflöte  | 04′    |
| 12.                             | Prinzipal  | 02′    |
| 13.                             | Terz       | 1 3⁄5′ |
| 14.                             | Sifflöte   | 1 ⁄3′  |
| 15.                             | Oktave     | 01′    |
| 16.                             | Cymbel III | 02⁄3′  |
| 17.                             | Krummhorn  | 08′    |
|                                 | Tremulant  |        |

| Pedal C–f1 |               |       |
| 18.        | Subbaß        | 16′   |
| 19.        | Holzprinzipal | 08′   |
| 20.        | Gemshorn      | 04′   |
| 21.        | Rauschbaß III | 2 ⁄3′ |
| 22.        | Fagott        | 16′   |

- Koppeln: II/P, III/P

## Glocken
Das Geläut der Kirche besteht heute aus drei Gussstahlglocken des Bochumer Vereins, gegossen 1920. Es besteht aus der Gloriaglocke in c' (1.900 kg), der Tagesglocke in es' (1.100 kg) und der Friedensglocke in ges' (800 kg).

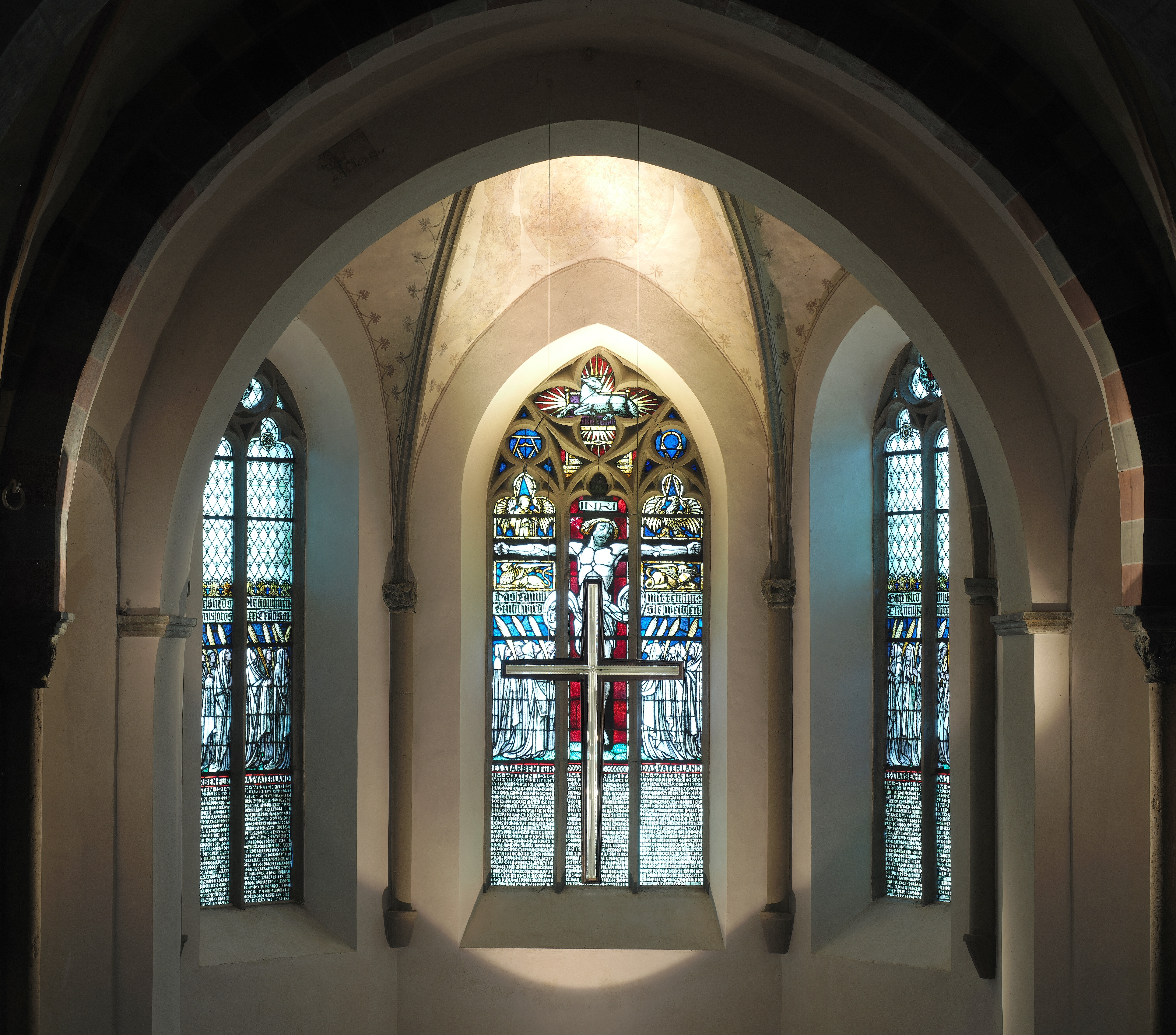
Fenster im Chor

## Fenster
Die Chorfenster im Osten wurden 1923 neu gestaltet und stammen von Otto Linnemann. In den drei Fenstern sind im unteren Drittel zum Gedenken an die im Ersten Weltkrieg gefallenen Plettenberger Bürger deren Namen wiedergegeben.

## Taufstein
Der Taufstein besteht aus grünem Sandstein. Er wurde von Wolfgang Fentsch in den Jahren 1952/53 geschaffen. Für einen älteren Taufstein gibt es keinen Nachweis.

## Wetterhahn
Im Jahr 2013 wurde der Wetterhahn der Kirche, die zu dieser Zeit eingerüstet war, zweimal gestohlen. Einige Tage nach dem ersten Diebstahl tauchte er wieder auf, wurde im Juli 2013 wieder gestohlen und in der Nähe der Kirche vergraben. Bei Erdarbeiten im Februar 2020 wurde er wiederentdeckt.